# Aman (Tolkien)
Aman, ook wel Undying Lands of 'Onsterfelijke Landen' genoemd, is een fictief werelddeel bedacht door J.R.R. Tolkien, beschreven in diens boek De Silmarillion.
De Onsterfelijke Landen bevinden zich ten westen van Midden-aarde en omvat het land Valinor dat wordt bewoond door de meeste van de Valar, Maiar en de Elfen die Oromë volgden na hun ontwaken bij Cuiviénen.
Nadat Melkor het eiland Almaren had vernietigd in de oudste tijden, trokken de Valar zich terug in Aman waar ze het rijk Valinor stichtten. Aan de oostkust werd een enorme bergketen opgeworpen, de Pelóri, om ongewensten buiten hun land te houden. In de zee Belegaer plaatsen ze een eilandengroep die het schepen onmogelijk maakte om Aman te bereiken door betoverde stromingen en mist.
Ten zuiden van de zuidelijke Pelóri lag het land Avathar, waar Ungoliant woonde toen Melkor haar overhaalde Valinor binnen te vallen.
Ten noorden van de Pelóri lag het land Araman, waarlangs Melkor en Ungoliant naar Beleriand vluchtten en de Noldor ze achtervolgden in hun ballingschap trokken naar Midden-aarde.
Nadat de Noldor uit Valinor in ballingschap waren gegaan wegens de dood van hun leider Finwë en de diefstal van de Silmarillen door Melkor, of Morgoth, waren de Onsterfelijke Landen gesloten. De enige zeevaarder die de kust wel wist te bereiken was Eärendil, die kwam om de hulp van de Valar te vragen tegen Morgoth aan het eind van de Eerste Era.
Na de val van Morgoth werden de betoverde eilanden vernietigd en een groep aan de Valar trouwe mensen werd naar het eiland Númenor gebracht, vanwaar Aman te zien was, maar waar zij nooit heen mochten varen. Uiteindelijk werden de Númenoreanen door Sauron opgestookt en opstandig omdat ze naar de onsterfelijkheid verlangden. Toen zij voet aan wal zetten vroegen de Valar Eru Ilúvatar de onsterfelijke landen uit de wereld te verwijderen en Hij opende een grote afgrond in de zee waardoor Númenor ten onder ging en vrijwel al haar bewoners omkwamen. Sindsdien werd Aman buiten de cirkels van de wereld geplaatst en was alleen nog te bereiken door de Elfen die vanuit de Grijze Havens vertrokken.
Na de Derde Era werd Aman ook voor de Ringdragers opengesteld. Voor zover bekend zijn Bilbo, Frodo, Sam, Gandalf, Elrond, Círdan, Galadriel en Celeborn naar de onsterfelijke landen gevaren. Legolas voer met Gimli naar Aman nadat zij samen door Midden-aarde hadden gereisd en hun vriend en reisgenoot Aragorn Elessar was overleden. Voor zover bekend is Gimli de enige dwerg die het ooit bereikte.
Aman · Belegaer · Beleriand · Cuiviénen · Eriador · Forod · Gondor · Harad · Hildórien · Mordor · Númenor · Rhovanion · Rhûn